# Wiktor Sacharow
Wiktor Serhijowytsch Sacharow (ukrainisch Віктор Сергійович Захаров; * 8. Januar 1994 in Kiew) ist ein ukrainischer Eishockeyspieler, der seit 2022 bei Legion Kalusch in der ukrainischen Eishockeyliga spielt.

## Karriere
Wiktor Sacharow begann seine Karriere als Eishockeyspieler in der Nachwuchsabteilung des HK Sokil Kiew, für den er in der Spielzeit 2011/12 in der Professionellen Hockey-Liga, der damals neu geschaffenen ukrainischen Profiliga, debütierte. Zwar konnte er mit Sokil die Hauptrunde gewinnen, scheiterte im Playoff-Finale jedoch an der zweiten Mannschaft des HK Donbass Donezk mit 2:4 Siegen. Im Mai 2012 wurde er beim KHL Junior Draft 2012 in der fünften Runde vom KHL-Klub HK ZSKA Moskau gedraftet. Eingesetzt wird er seither aber beim ukrainischen Spitzenklub HK Donbass Donezk. Zunächst stand er mit der zweiten Mannschaft des Klubs aus dem Donezbecken auf dem Eis, mit der er 2013 den ukrainischen Meistertitel erringen konnte. Seit 2013 spielt er parallel im U20-Farmteam Molodaja Gwardija Donezk in der Molodjoschnaja Chokkeinaja Liga und in der ersten Mannschaft in der Kontinentalen Hockey-Liga. Nachdem aufgrund des Krieges in der Ost-Ukraine der Spielbetrieb in Donezk eingestellt werden musste, wechselte Sacharow nach Kasachstan, wo er zunächst für den HK Beibarys Atyrau und seit Februar 2015 für den HK Ertis Pawlodar, mit dem er 2015 Kasachischer Meister wurde, auf dem Eis stand. Von 2015 bis 2022 spielte er wieder für den HK Donbass Donezk, mit dem er 2016, 2017, 2018, 2019 und 2021 erneut ukrainischer Meister wurde, wozu er 2016 selbst als Topscorer und Torschützenkönig der Playoffs, 2018 als Torschützenkönig der Playoffs und 2019 als bester Spieler, Topscorer, Torschützenkönig, bester Vorbereiter und Teil des All-Star-Teams maßgeblich beitrug. Anschließend schloss er sich der neugegründeten Legion Kalusch aus der Westukraine an.

### International
Sacharow kam im Nachwuchsbereich bei den U18-Weltmeisterschaften 2011 in der Division II und 2012 in der Division I sowie bei den U20-Weltmeisterschaften 2012, als er als bester Stürmer, bester Torschütze (7 Tore) und bester Scorer (9 Punkte) des Turniers und folgerichtig auch als bester Spieler seiner Mannschaft ausgezeichnet wurde, in der Division II, 2013 und 2014, jeweils in der Division I, für sein Heimatland zum Einsatz.
Für die Herren-Nationalmannschaft der Ukraine spielte Sacharow erstmals im Rahmen der Weltmeisterschaft 2013, als ihm mit seinem Team der Aufstieg von der B- in die A-Gruppe der Division I gelang, wo er dann 2014 und 2015 seine Farben vertrat. Nach dem Abstieg 2015 stieg er mit der ukrainischen Mannschaft bei der Weltmeisterschaft 2016 erneut in die A-Gruppe auf. Nach dem erneuten Abstieg 2017, an dem er nicht beteiligt war, spielte er auch 2018 in der B-Gruppe der Division I. Zudem vertrat er seine Farben bei der Olympiaqualifikation für die Winterspiele in Pyeongchang 2018.

## Erfolge und Auszeichnungen
- 2011 Aufstieg in die Division I, Gruppe B, bei der U-18-Weltmeisterschaft der Division II, Gruppe B
- 2012 Aufstieg in die Division I, Gruppe B, bei der U-20-Weltmeisterschaft der Division II, Gruppe A
- 2012 Bester Stürmer bei der U-20-Weltmeisterschaft der Division II, Gruppe A
- 2012 Bester Torschütze bei der U-20-Weltmeisterschaft der Division II, Gruppe A
- 2012 Bester Scorer bei der U-20-Weltmeisterschaft der Division II, Gruppe A
- 2013 Aufstieg in die Division I, Gruppe A, bei der Weltmeisterschaft der Division I, Gruppe B
- 2013 Ukrainischer Meister mit dem HK Donbass Donezk
- 2015 Kasachischer Meister mit dem HK Ertis Pawlodar
- 2016 Ukrainischer Meister mit dem HK Donbass Donezk
- 2016 Aufstieg in die Division I, Gruppe A, bei der Weltmeisterschaft der Division I, Gruppe B
- 2017 Ukrainischer Meister mit dem HK Donbass Donezk
- 2018 Ukrainischer Meister mit dem HK Donbass Donezk
- 2019 Ukrainischer Meister mit dem HK Donbass Donezk
- 2019 Bester Spieler, Topscorer, Torschützenkönig, bester Vorbereiter und Teil des All-Star-Teams
- 2021 Ukrainischer Meister mit dem HK Donbass Donezk

## Statistik
(Stand: Ende der Saison 2013/14)